# Усвятское (озеро)
Усвятское — озеро в Усвятской волости Усвятского района Псковской области.
Площадь — 6,99 км² (699,0 га; с островами — 7,03 км² или 703,0 га). Максимальная глубина — 3,6 м, средняя глубина — 1,4 м.
На берегу озера расположены посёлок Усвяты (летописный Въсвячь) и деревни Бондарево, Дворец, Молитвино.
Проточное. С севера впадает и с юго-запада озера вытекает река Усвяча, которая относится к бассейну реки Западная Двина.
Тип озера лещово-плотвичный с уклеей и судаком. Массовые виды рыб: лещ, судак, щука, плотва, окунь, густера, красноперка, ерш, уклея, синец, налим, карась, линь, язь, вьюн, щиповка.
Для озера характерно: в литорали — ил, торф, песок, заиленный песок, в центре — ил, локальные заморы, в прибрежье — луга, болото, заболоченные берега.
В пойме Усвятского озера, у подножия северного мыса при впадении в озеро протоки Узмень и реки Усвячи обнаружен влажный культурный слой, насыщенный щепой, с лепной и гончарной керамикой и найдена деревянная счётная бирка. Были отобраны материалы для спорово-пыльцевой диаграммы.